# Heteropelma szepligetii
Heteropelma szepligetii là một loài tò vò trong họ Ichneumonidae.